# Italská socialistická strana
Italská socialistická strana (italsky Partito Socialista Italiano), často označována jen zkratkou PSI, byla italská, socialistická a posléze sociálnědemokratická politická strana. Po celou dobu svojí existence patřila mezi nejvýznamnější strany v Itálii.

## Historie
Italská socialistická strana byla založena v Janově 14. srpna 1892. Za vlády fašistů, od roku 1936, působila v ilegalitě, ačkoli sám fašistický vůdce Benito Mussolini byl před první světovou válkou členem PSI. Od roku 1944 byla strana klíčovou součástí poválečného italského politického systému a hlavním rivalem křesťanských demokratů. Poválečný předseda strany Sandro Pertini byl italským prezidentem v letech 1978–1985. Post premiéra byl dlouho nedosažitelný, ale hegemonii křesťanských demokratů rozbila PSI v 80. letech, kdy se Bettino Craxi stal prvním italským socialistickým premiérem a vládl v letech 1983 až 1987. Druhým premiérem z řad PSI se stal Giuliano Amato, který byl ve funkci v letech 1992–1993. Pak však přišel rychlý pád. Po sérii afér spjatých s akcí Čisté ruce (Mani pulite) byla strana zcela zdiskreditována (stejně jako křesťanští demokraté a ostatní velké strany), ve volbách roku 1994 získala pouhá dvě procenta hlasů a 13. listopadu 1994 byla rozpuštěna. Vznikly sice nástupkyně, ale již nikdy nebyly tak úspěšné, italské levicové spektrum bylo zcela přeformátováno a levicoví voliči přešli povětšinou k liberálně-sociálním stranám jako Demokratická strana nebo širokým volebním koalicím typu Olivovník. Zajímavostí je, že až do roku 1987 měla strana ve znaku symbol srpu a kladiva, který je jinak, zejména ve východní Evropě, vnímán jako čistě komunistický. Nejlepšího volebního výsledku strana dosáhla v roce 1919 (32,3 % hlasů) a roku 1948 (31 %).

## Seznam lídrů

### Seznam tajemníků strany
- Pietro Nenni (1931–1945)
- Sandro Pertini (1945–1946)
- Ivan Matteo Lombardo (1946–1947)
- Lelio Basso (1947–1948)
- Alberto Jacometti (1948–1949)
- Pietro Nenni (1949–1963)
- Francesco De Martino (1963–1968)
- Mauro Ferri (1968–1969)
- Francesco De Martino (1969–197)
- Giacomo Mancini (1970–1972)
- Francesco De Martino (1972–1976)
- Bettino Craxi (1976–1993)
- Giorgio Benvenutto (1993)
- Ottaviano Dell Turco (1993–1994)

### Seznam premiérů z řad Italské socialistické strany
- Bettino Craxi (1983–1987)
- Giuliano Amato (1992–1993)

## Symboly strany

1919–1921
1921–1943
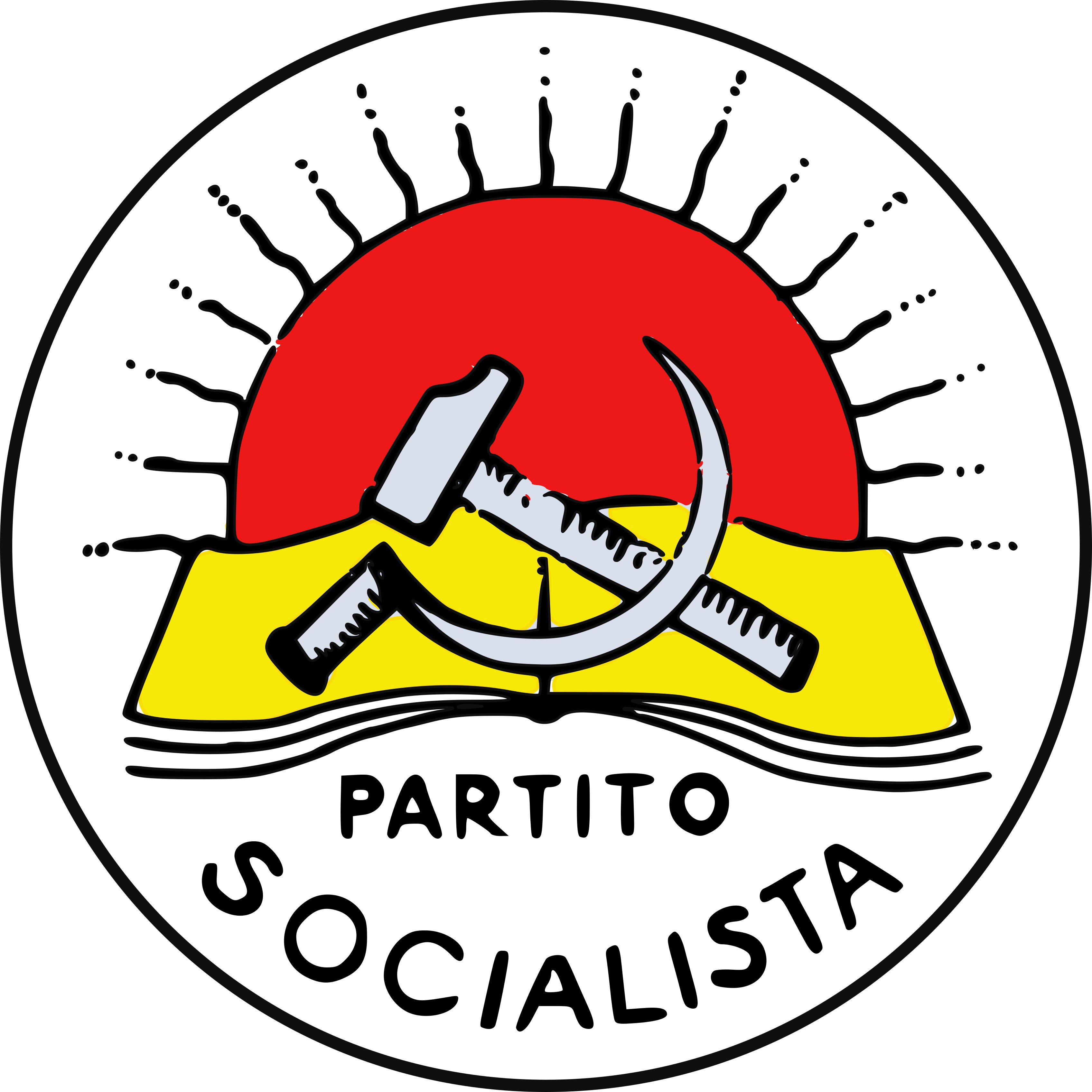
1943–1947
1947–1966
1978–1987

## Volební výsledky

### Poslanecká sněmovna
| Volby | Hlasy            | Hlasy            | Mandáty | Mandáty | Pozice | Postavení |
| Volby | Abs.             | %                | Abs.    | ±       | Pozice | Postavení |
| ----- | ---------------- | ---------------- | ------- | ------- | ------ | --------- |
| 1895  | 82 523           | 6.8              | 15/508  | ▲15     | ▲4.    | Opozice   |
| 1897  | 82 536           | 3.0              | 15/508  | ▬0      | ▼5.    | Opozice   |
| 1900  | 164 946          | 13.0             | 33/508  | ▲18     | ▲3.    | Opozice   |
| 1904  | 326 016          | 21.3             | 29/508  | ▼4      | ▲2.    | Opozice   |
| 1909  | 347 615          | 19.0             | 41/508  | ▲12     | ▬2.    | Opozice   |
| 1913  | 883 409          | 17.6             | 52/508  | ▲11     | ▬2.    | Opozice   |
| 1919  | 1 834 792        | 32.3             | 156/508 | ▲104    | ▲1.    | Opozice   |
| 1921  | 1 631 435        | 24.7             | 123/535 | ▼33     | ▬1.    | Opozice   |
| 1924  | 360 694          | 5.0              | 22/535  | ▼101    | ▼4.    | Opozice   |
| 1929  | zakázána         | zakázána         | 0/400   | ▼22     |        | –         |
| 1934  | zakázána         | zakázána         | 0/400   |         |        | –         |
| 1946  | 4 758 129        | 20.7             | 115/556 | ▲115    | ▲2.    | Vláda     |
| 1948  | Součást FDP      | Součást FDP      | 53/574  | ▼62     | ▼3.    | Opozice   |
| 1953  | 3 441 014        | 12.7             | 75/590  | ▲22     | ▬3.    | Opozice   |
| 1958  | 4 206 726        | 14.2             | 84/596  | ▲9      | ▬3.    | Opozice   |
| 1963  | 4 255 836        | 13.8             | 83/630  | ▼1      | ▬3.    | Vláda     |
| 1968  | v koalici s PSDI | v koalici s PSDI | 62/630  | ▼21     | ▬3.    | Vláda     |
| 1972  | 3 210 427        | 10.0             | 61/630  | ▼1      | ▬3.    | Vláda     |
| 1976  | 3 542 998        | 9.6              | 57/630  | ▼4      | ▬3.    | Opozice   |
| 1979  | 3 630 052        | 9.9              | 62/630  | ▲5      | ▬3.    | Vláda     |
| 1983  | 4 223 362        | 11.4             | 73/630  | ▲11     | ▬3.    | Vláda     |
| 1987  | 5 505 690        | 14.3             | 94/630  | ▲21     | ▬3.    | Vláda     |
| 1992  | 5 343 808        | 13.6             | 92/630  | ▼2      | ▬3.    | Vláda     |
| 1994  | 849 429          | 2.2              | 15/630  | ▼77     | ▼10.   | Opozice   |